# لي رايت (مهندس)
لي رايت (بالإنجليزية: Lee Wright)‏ هو مهندس بريطاني، ولد في 31 ديسمبر 1970.